# Thomas Santos
Thomas Santos Christensen (* 10. Oktober 1998) ist ein dänischer Fußballspieler. Er steht beim IFK Göteborg unter Vertrag.

## Karriere
Thomas Santos spielte als Jugendlicher bei Silkeborg IF und absolvierte im Juni 2017 ein Probetraining beim Zweitligisten Skive IK, wo er dann einen Vertrag mit einer Laufzeit von einem halben Jahr unterschrieb. Sein Pflichtspieldebüt folgte am 9. August 2017 beim 4:0-Sieg in der ersten Runde im dänischen Pokal beim Amateurverein Vejlby-Risskov IK. Im Ligaalltag lief es für Santos zunächst holprig, dennoch wurde sein Vertrag um ein weiteres halbes Jahr verlängert. Erst in der Rückrunde kam er regelmäßiger zum Einsatz und für Skive IK endete die Saison mit dem zwölften Tabellenplatz, der gleichbedeutend mit dem Abstieg in die dritte Liga war. Trotz des Zweitligaabstieges blieb der Offensivspieler dem Verein treu und verlängerte seinen Vertrag. In der dänischen Drittklassigkeit schoss Thomas Santos in 20 Partien in der Hauptrunde vier Tore und qualifizierte sich mit Skive IK für die Aufstiegsrunde, in der sich der Verein als Meister den direkten Wiederaufstieg sicherte. Nach der Rückkehr in die dänische Zweitklassigkeit kam er ebenfalls regelmäßig zum Einsatz, ehe ihm in seiner vierten und letzten Saison in Skive der Durchbruch gelang, als er zumeist als linker Außenstürmer gesetzt war – vereinzelt wurde er als zentraler Mittelfeldspieler oder, wie in der Relegationsrunde, als linker Außenstürmer eingesetzt – und in 20 Partien in der regulären Saison vier Tore erzielte. In der Relegationsrunde kam Santos ebenfalls regelmäßig zum Einsatz und belegte mit Skive IK den fünften Platz.
Zur Saison 2021/22 wechselte er innerhalb der zweiten Liga zum Erstligaabsteiger AC Horsens, wo er einen Dreijahresvertrag unterschrieb.
Im Sommer 2023 wechselte Santos zum IFK Göteborg.